# Scooby-Doo auf heißer Spur
Scooby-Doo auf heißer Spur ist eine kanadische Zeichentrickserie. Sie ist der zehnte Ableger der Scooby-Doo-Serie der Hanna-Babera-Studios aus den „Saturday morning cartoons“. Die Serie wurde vom Studio Warner Brothers Animation produziert. Seit 2006 entstanden bisher 26 Folgen.

## Inhalt
Shaggy Rogers und sein Hund Scooby-Doo geraten gemeinsam immer wieder in mysteriöse Kriminalfälle und lösen diese. Mit dem Erbe seines Onkels Albert Shaggleford kann Shaggy seinen Transporter, die Mystery Machine, modernisieren. Auch erbt er verschiedene andere Erfindungen seines Onkels, wie den Roboter Robi. So kann diese nun ihre Form ändern und ihnen bei den Fällen noch hilfreicher sein. Doch Shaggleford hatte auch Feinde, wie Dr. Phinius Phibes, die nun Shaggy und Scooby-Doo das Leben schwer machen.

## Veröffentlichung
Die erste Folge wurde am 23. September 2006 in den USA durch den Sender Kids’ WB ausgestrahlt. Im Oktober 2007 wurde die erste DVD mit Folgen der Serie veröffentlicht, die zweite DVD erschien im Juli 2008.
Seit dem 10. Mai 2008 wird die Serie in Deutschland durch Kabel1 am Samstagmorgen ausgestrahlt.

## Besetzung und Synchronisation
Die Synchronisation wurde vom Studio Blackbird in Berlin erstellt. Für Buch und Regie war Sven Plate verantwortlich.
| Rolle              | Englischer Sprecher | Deutscher Sprecher |
| ------------------ | ------------------- | ------------------ |
| Shaggy Rogers      | Scott Menville      | Florian Halm       |
| Scooby-Doo         | Frank Welker        | Willi Röbke        |
| Robi               | Jim Meskimen        | Rainer Fritzsche   |
| Dr. Phinius Phibes | Jeff Bennett        | Michael Pan        |